# Heartbeat (bài hát của BTS)
"Heartbeat" là một bài hát của nhóm nhạc nam Hàn Quốc BTS, là đĩa đơn thứ tư và bài hát chủ đề trong album nhạc phim BTS World: Original Soundtrack, được phát hành vào ngày 28 tháng 6 năm 2019. Một video âm nhạc đã được phát hành cùng với bài hát.

## Bối cảnh
Bài hát được miêu tả là có "giai điệu pop-rock" kết hợp với "giọng hát dulcet" cũng như lời bài hát về số phận, hay còn được gọi là "bức thư tình" gửi đến người hâm mộ của nhóm. Bài hát đã được tiết lộ trong trò chơi trước khi phát hành nhạc phim, nhưng người chơi trước tiên phải đạt được nhiệm vụ 14 của chương đầu tiên để nghe nó.

## Video âm nhạc
Video âm nhạc được phát hành vào ngày 28 tháng 6, có "hình ảnh giả tưởng-gặp gỡ-thực tế cho thấy tất cả 7 thành viên trên hành trình của riêng họ".

## Bảng xếp hạng
| Bảng xếp hạng (2019)                              | Vị trí cao nhất |
| ------------------------------------------------- | --------------- |
| Australia Digital Tracks (ARIA)                   | 32              |
| Canada (Canadian Hot 100)                         | 82              |
| Hungary (Single Top 40)                           | 4               |
| Lithuania (AGATA)                                 | 89              |
| Malaysia (RIM)                                    | 6               |
| New Zealand Hot Singles (RMNZ)                    | 19              |
| Scotland (OCC)                                    | 36              |
| Singapore (RIAS)                                  | 8               |
| South Korea (Gaon)                                | 62              |
| Anh Quốc Download (OCC)                           | 31              |
| Anh Quốc Indie (OCC)                              | 39              |
| Hoa Kỳ Bubbling Under Hot 100 Singles (Billboard) | 7               |
| US World Digital Song Sales (Billboard)           | 1               |